# 遊学館
遊学館（ゆうがくかん）は、山形県山形市の中心部にある複合公共施設。1990年7月、知事公舎跡地に開館した。公共建築百選に選ばれている。

## 概要
山形県生涯学習センター、山形県立図書館を複合した生涯学習施設として開館。2001年4月1日には男女が平等に社会参加できる環境づくりを目指す山形県男女共同参画センター（愛称：チェリア）も2階に併設された。
2020年2月の県立図書館の増床オープンに併せ、大学コンソーシアムやまがた、山形県公文書センターが新たに2階に入居したほか、1階ではカフェレストランILBLU遊学館も営業を始めた。また西側道路沿いに専用駐車場も新規に整備されている。

## 名称の由来
名称は「遊学」＝故郷を出て、他の土地や国に行って学問をすること＝を踏まえ、未知の世界を求めて学ぶという意味をもたせるとともに、「ゆとり」を意味する「遊び」、また均衡のとれた人間形成についての格言「よく学び、よく遊べ」など、生涯学習の理念に即した字義を加味して名付けられた。

## 入居する施設
- 山形県立図書館（1・2階）
- 山形県男女共同参画センター（2階）
- 大学コンソーシアムやまがた（2階）
- 山形県公文書センター（2階）
- カフェレストラン「ILBLU遊学館」（1階）

## 交通
- JR山形駅より100円循環バスで10分
- 遊学館駐車場（40台、有料）
- 県営駐車場